# Casa de Cultura de Tlalpan
La Casa de la Cultura de Tlalpan es un espacio cultural ubicado en Bosques del Pedregal en la delegación Tlalpan. Este espacio alberga una amplia galería de arte. Cuenta con mamparas fijas y algunas otras móviles. Ha contado con la participación de reconocidos artistas, entre los que destacan José Luis Cuevas, Martha Chapa, Octavio Campo, Isabel Leñero y Javier Anzures. Cuenta con un foro escénico con capacidad para 120 personas y en la parte superior, cuenta con aulas destinadas a la impartición de cursos de arte y talleres como:
- Danza
- Artes Plásticas
- Manualidades
- Literatura
- Teatro
- Música
- Expresión física

## Historia
La bellísima fachada de la antigua Casa de las Bombas de la colonia Condesa, que anteriormente se ubicaba en las calles Juanacatlán y Tacubaya, fue diseñada por el Ing. Alberto J. Pani y construida a principios del siglo XX, la cual dejó de funcionar en 1940. Está construida a base de piedra de chiluca labrada, reflejando el estilo de la época. El diseño de la fachada es una media bóveda cóncava exterior, con ventanales de ambos lados. La decoración de la fachada se complementa con motivos acuáticos, entre ellos tortugas, serpientes, caracoles y tritones, al centro de la bóveda se colocó una estatua de Neptuno. 
En el año de 1975 se desmontó pieza a pieza y fueron trasladadas al bosque de Tlalpan. Las piezas se almacenaron mucho tiempo en la parte alta del bosque y en 1986, fue colocada la primera piedra de la que sería la Casa de la Cultura. La fachada del edificio original fue construida en bloques de piedra natural. El proyecto arquitectónico estuvo a cargo del arquitecto Pedro Ramírez Vázquez, quien diseñó el edificio, combinando los estilos modernista y neoclásico de principios del siglo XX, las autoridades de la Delegación de Tlalpan aprovecharon la gran belleza de su estructura arquitectónica para instalar la Casa de la cultura de Tlalpan concluyéndose en 1988.